# Borimeczkowo
Borimeczkowo (bułg. Боримечково) – wieś w południowo-zachodniej Bułgarii, w obwodzie Pazardżik, w gminie Lesiczowo. Według danych Narodowego Instytutu Statystycznego, 31 grudnia 2012 roku wieś liczyła 568 mieszkańców.